# Polystichum illyricum
Polystichum illyricum là một loài dương xỉ trong họ Dryopteridaceae. Loài này được Hahne mô tả khoa học đầu tiên năm 1904.
Danh pháp khoa học của loài này chưa được làm sáng tỏ. 